# Millepora platyphylla
Millepora platyphylla là một loài san hô trong họ Milleporidae. Loài này được Hemprich & Ehrenberg mô tả khoa học năm 1834.

## Hình ảnh

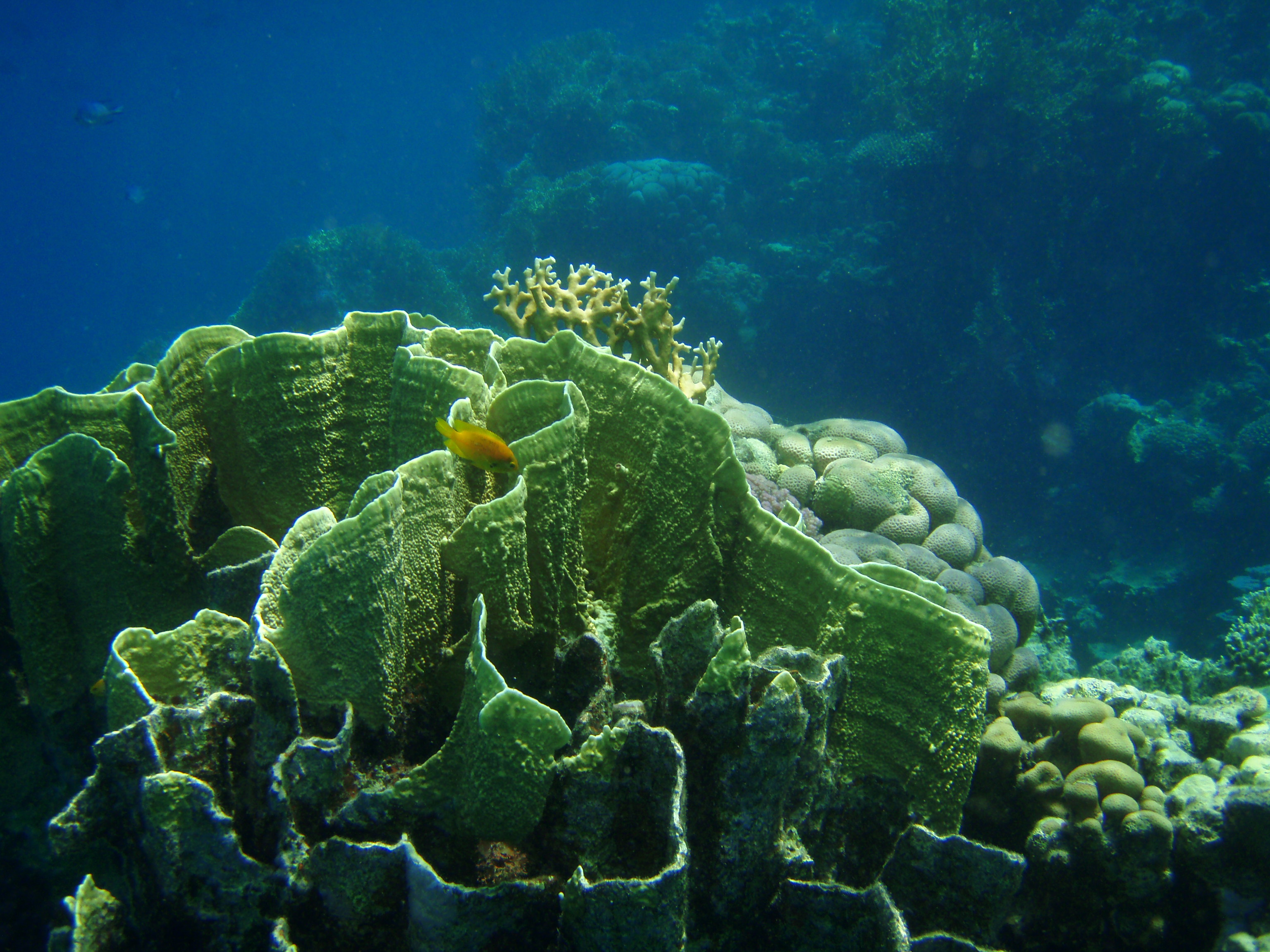